# Residenz Ellingen

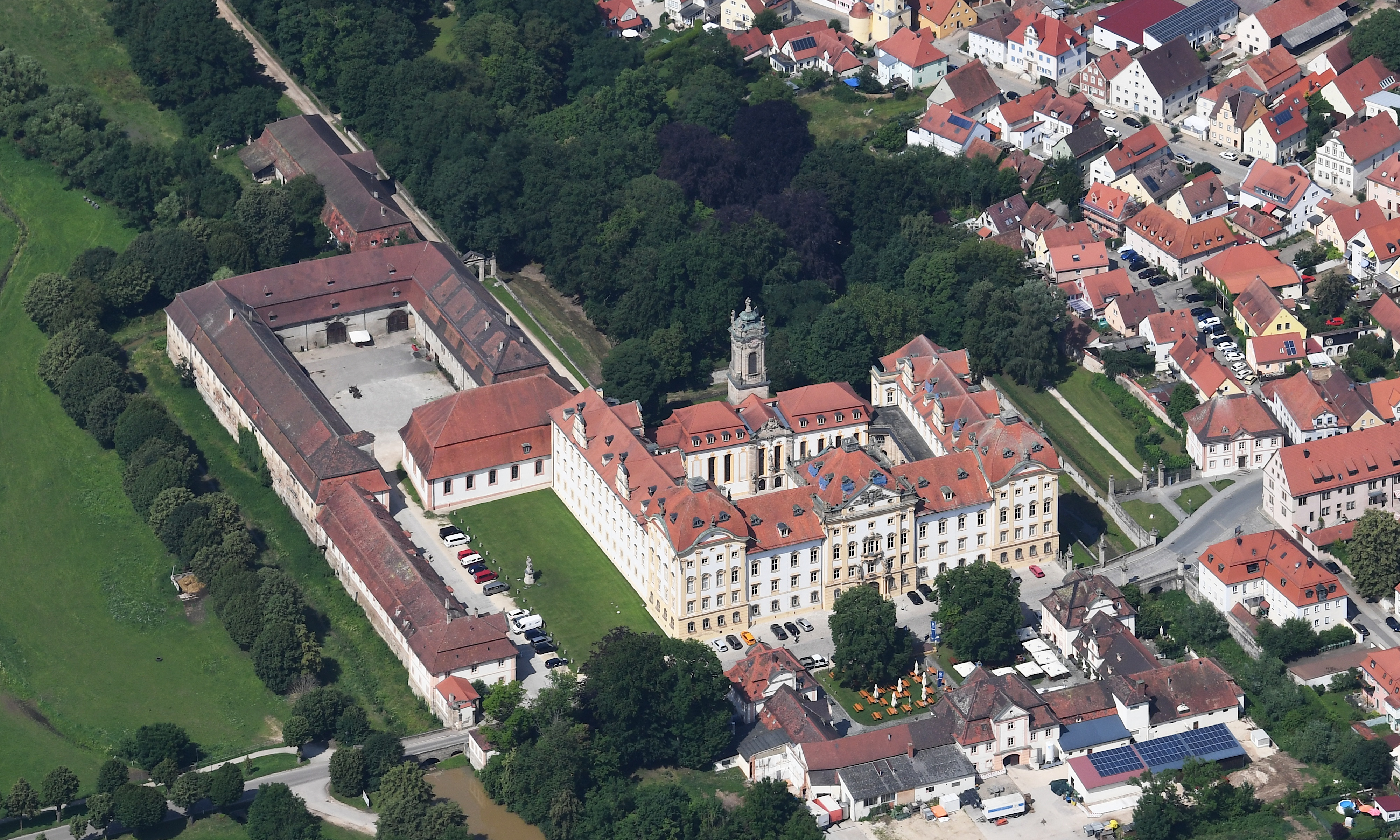
Luftaufnahme der Residenz Ellingen

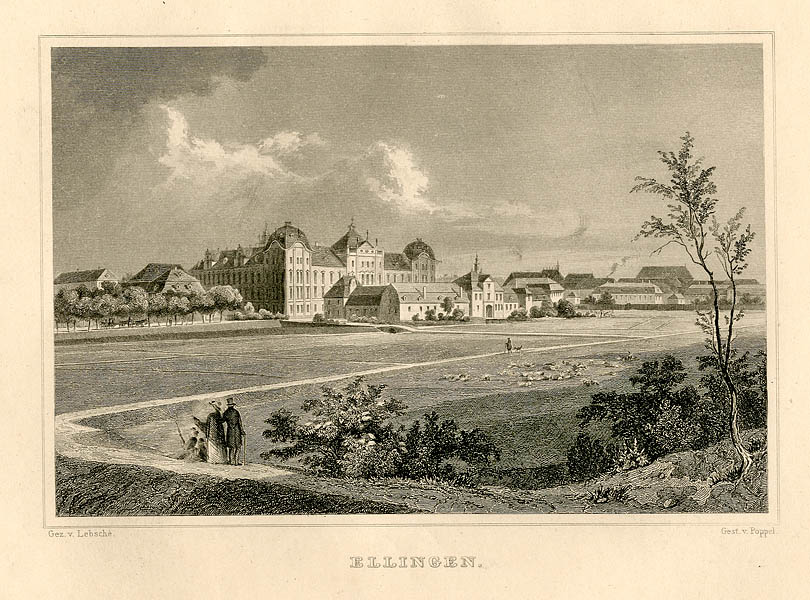
Stahlstich des Schlosses von 1870

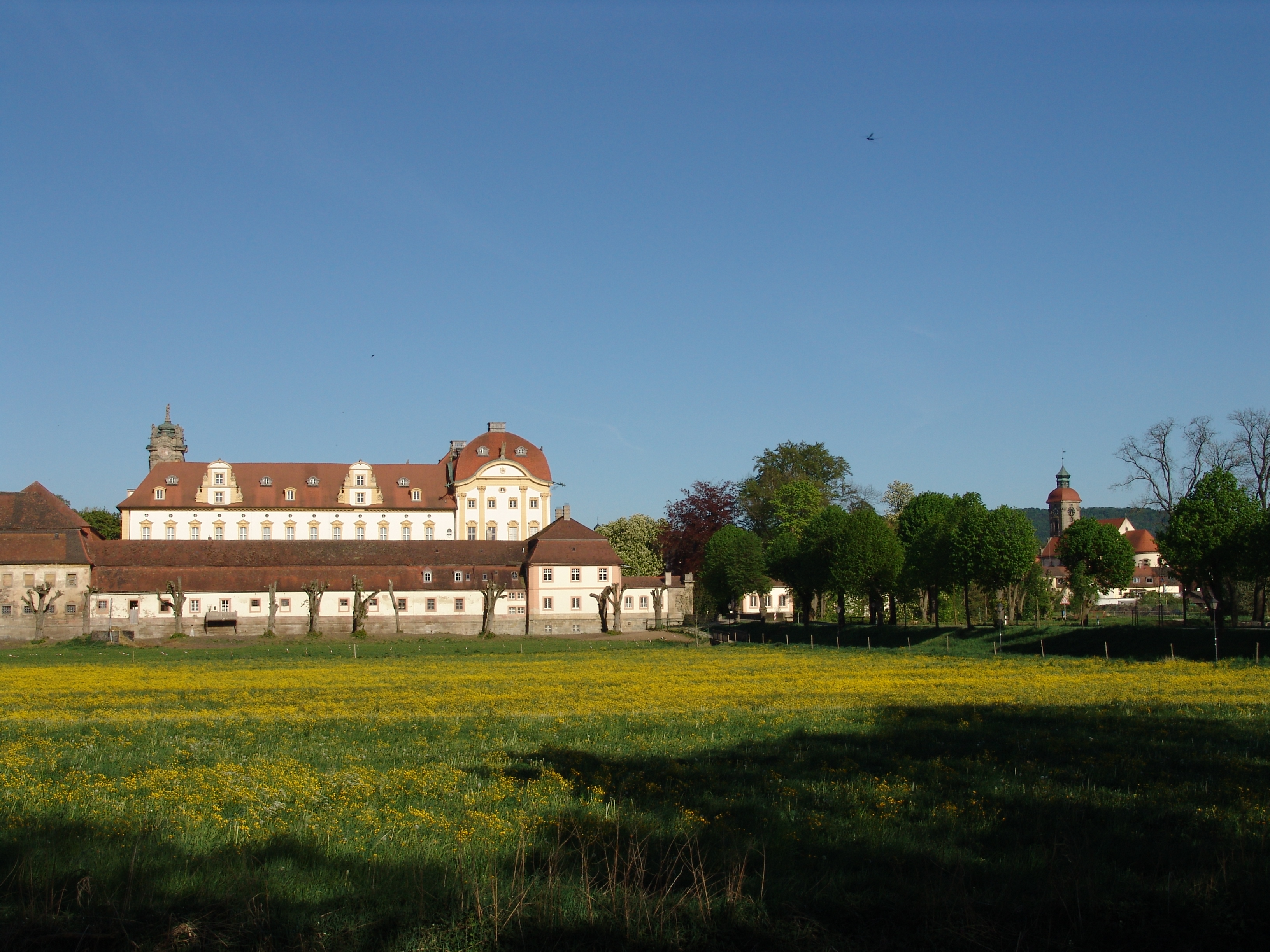
Die Schlossanlage von Westen, weitere Bilder

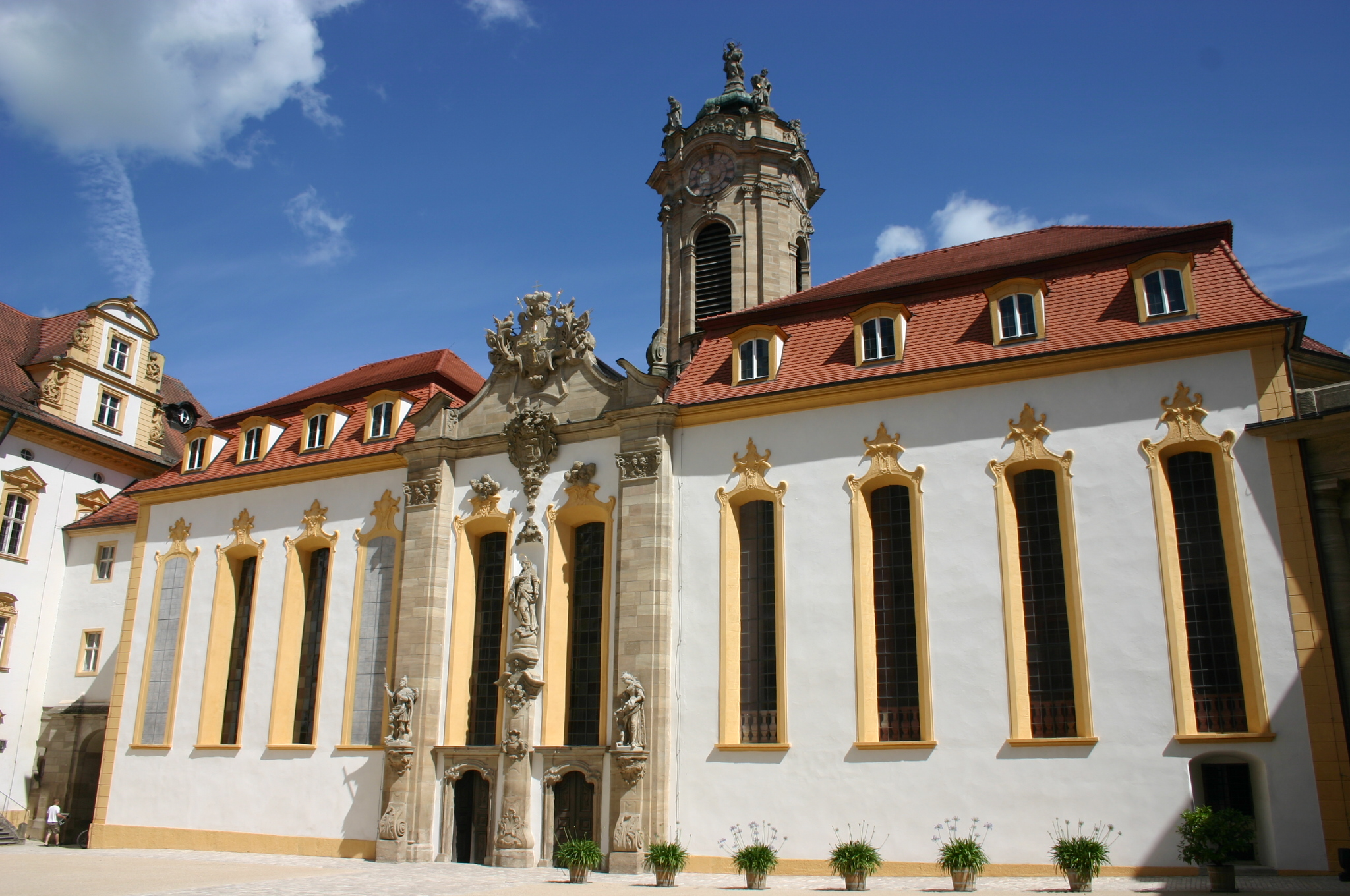
Die Schloßkirche, weitere Bilder

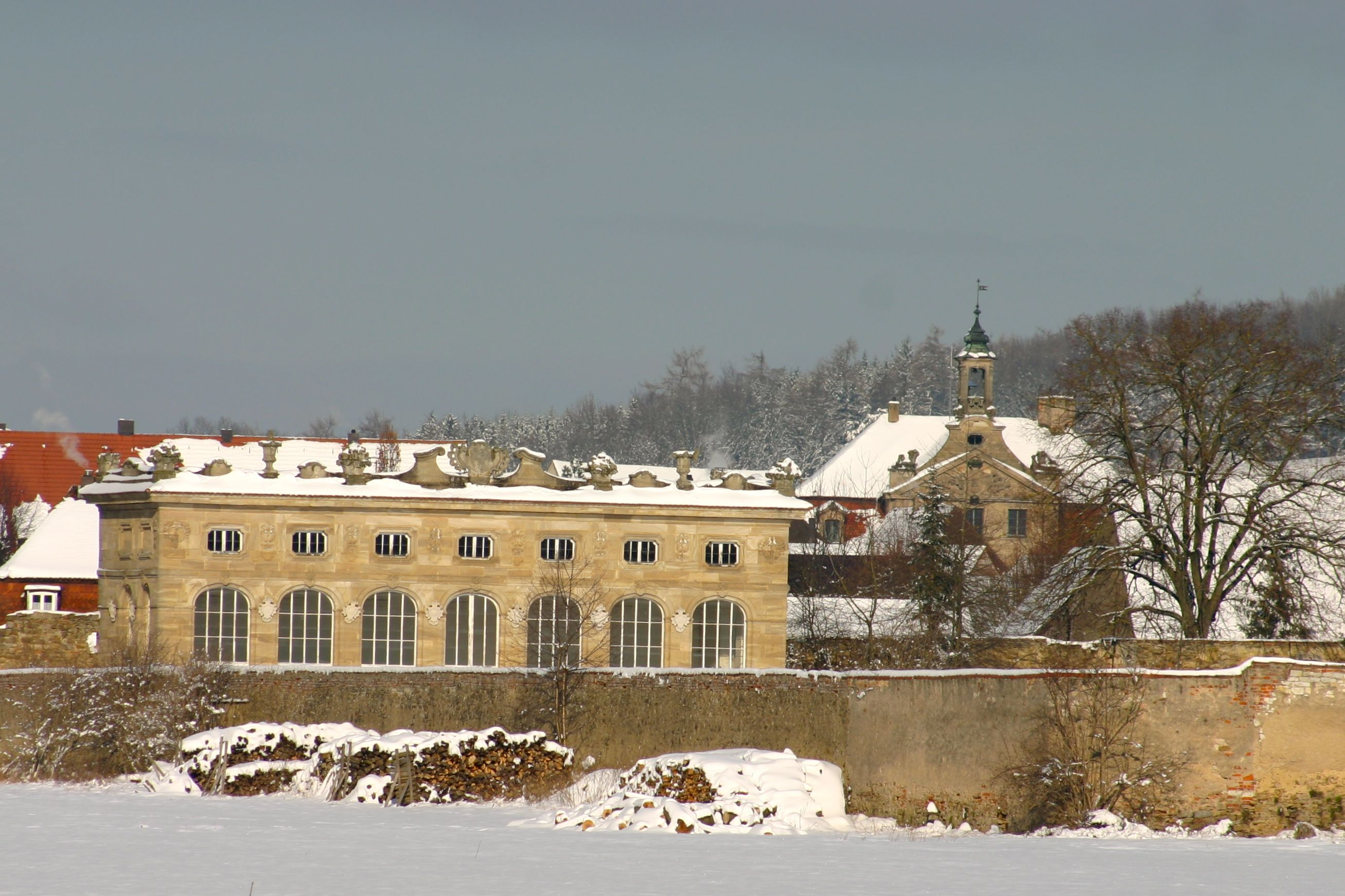
Orangerie im Hofgarten, weitere Bilder.

Innenhof

Die Residenz Ellingen ist ein Schloss in Ellingen im mittelfränkischen Landkreis Weißenburg-Gunzenhausen.

## Geschichte
1216 schenkte König Friedrich II. dem Deutschen Orden das Spital Ellingen, die Keimzelle der späteren Landkommende Ellingen. Um die Mitte des 13. Jahrhunderts hatte der Deutsche Orden diesen Besitz gegen die älteren Ansprüche des Stifts Berchtesgaden behauptet. 1253 ist erstmals ein Komtur zu Ellingen bezeugt. Bis 1789 war Ellingen Residenz des Landkomturs der Ballei Franken des Deutschen Ordens.
Der heutigen Schlossanlage, die von 1708 bis etwa 1760 erbaut wurde, gingen mehrere mittelalterliche Gebäude sowie ein Renaissance-Bauwerk voraus. Der heutige Hauptbau entstand zwischen 1717 und 1721 durch den Architekten Franz Keller nach Planung von Wilhelm Heinrich Behringer unter Anweisung von Karl Heinrich von Hornstein. Verschiedene Deckengemälde, Wandvertäfelungen und Fußböden, aber auch Stuck von Franz Joseph Roth sind aus dieser Zeit erhalten. Die Kolonnaden im Innenhof sind beim Umbau durch Pierre Michel d’Ixnard um 1775 entstanden. 1796 okkupierte Hardenberg wegen des mit Brandenburg-Ansbach letztendlich nicht geklärten Anspruchs auf Landeshoheit den Großteil des Oberamts Ellingen militärisch. Dies berührte die Gerichts- und Gefällerechte des Deutschen Ordens jedoch vorerst nicht.
Nach der Auflösung des Heiligen Römischen Reichs Deutscher Nation durch Napoleon 1806 kam Ellingen wie andere Teile Frankens zum Königreich Bayern, die Ballei Franken wurde mediatisiert. 1815 übergab der bayerische König Maximilian I. Joseph das Schloss seinem Feldmarschall Fürst Carl Philipp von Wrede, der einige Räume mit Seiden- und Papiertapeten sowie Möbel, Glas und Bronzefiguren aus Paris ausstatten ließ. In der Zeit bis 1840 bestand das Herrschaftsgericht Ellingen.
Um 1939 wurde das Schloss von der Familie von Wrede an den bayerischen Staat verkauft. Es wird heute von der Bayerischen Schlösserverwaltung unterhalten, die um 1990 viele Erhaltungsmaßnahmen wie die Entkernung der Dachgeschosse und die Sanierung der Fundamente durchführte.

## Baubeschreibung
Die Residenz Ellingen steht als Schlossanlage des Deutschen Ordens als Baudenkmal unter Denkmalschutz und ist in der Liste der Baudenkmäler in Ellingen des Bayerischen Landesamtes für Denkmalpflege folgendermaßen beschrieben:
Das ehemalige Deutschordensschloss ist eine monumentale Vierflügelanlage, 1711 Ostflügel begonnen nach Planung von Wilhelm Heinrich Beringer (mit Bausubstanz des 17. Jahrhunderts) und ab 1718 von Franz Keller fertiggestellt. Im Einzelnen besteht die Anlage aus folgenden Teilen:
- klassizistischer Arkadenbau mit abschließender Terrasse im Hof, von Michel d’Ixnard, 1774–81
- Ehrenhofanlage, 1769/71; mit Ausstattung
- Schlosskirche, im Kern gotisch, von Franz Keller 1717 und von Franz Joseph Roth und Matthias Binder 1746–52 durchgreifend barockisiert, Turm 1751; mit Ausstattung
- Ökonomiehof, Dreiseitanlage, mit Mansarddach, akzentuiert durch Eck- und Mittelpavillons, von Matthias Binder, 1751–62
- ehemaliger Marstall, von Matthias Binder, 1760/61
- ehemalige Reitschule, nach Entwurf von Franz Joseph Roth, 1749
- Georgsbrunnen, um 1755, ehemals bei Schloss Absberg
- Teile des Brühltores, 1765; östliches Schlosstor mit Hauptwache, 1769/71
- Hofmühle, eingeschossiges Gebäude mit Mansardwalmdach, wohl von Matthias Binder, 1753/54
- Hofmühltor, nach Entwurf von Matthias Binder, 1755/56
- Hofmühlkanal, Kanalverlauf unterhalb der Schlossanlage, 1755
- Remise, abgebrochen, westliche Mauer ruinös erhalten, 1764/65
- Nördliches Schlosstor, von Matthias Binder, mit zwei flankierenden Wohnbauten, Mitte 18. Jahrhundert
- Befestigungsmauern des Schlossgrabens, Regulierung und Futtermauern, um 1750/60
- Schlosspark, Neugestaltung der Anlage 1796 begonnen, mit Balusterbrüstung des ehemaligen Gartenpavillons, zweite Hälfte 18. Jahrhundert
- Ummauerung und erhaltenen Teilen des südlichen Zugangstores, 18. Jahrhundert
- Allee entlang des westlichen Grabens, 18. Jahrhundert

Der Gebäudekomplex liegt an der Schloßstraße (Lage).
Aktennummer: D-5-77-125-90

## Nutzung
1943–1954 wurde das Schloss als Ausweichquartier für die Akademie der Bildenden Künste Nürnberg genutzt, wegen kriegsbedingter Zerstörung der Räume in der Nürnberger Innenstadt.
Im Hauptflügel und in einem Teil des Ostflügels des Schlosses sind heute zeitgenössische Schauräume untergebracht. Die im Kern gotische und von Franz Keller, Franz Joseph Roth, Franz Xaver Feuchtmayer und Matthias Binder im 18. Jahrhundert durchgreifend barockisierte Schlosskirche mit rund 300 Sitzplätzen sowie der Innenhof werden mehrmals im Jahr für konzertante Aufführungen benutzt. Die Kirche kann für Hochzeiten gemietet werden.

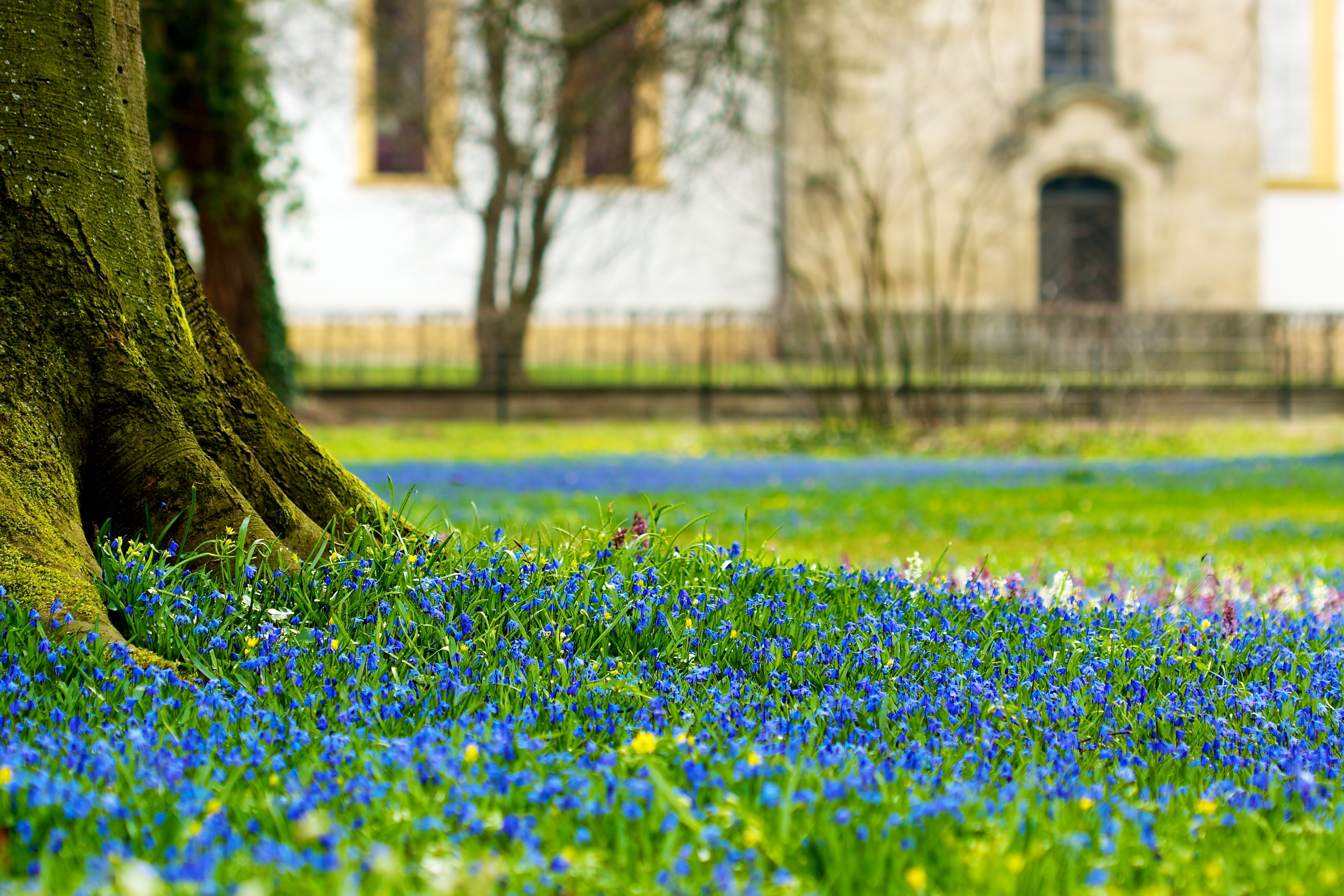
Scilla-Blüte im Schlossgarten

Der andere Teil des Ostflügels ist unbewohnt, dort haben die Nachfahren des einstigen Besitzers Carl Philipp von Wrede Wohnrechte. Im Gutshof hinter dem Schloss ist das Rentamt untergebracht, von dem aus die Schlossbrauerei Ellingen, die Ländereien und die Baumschule der Familie von Wrede verwaltet werden. Teilweise werden die Stallungen für Pferde verwendet, in einigen Räumen ist eine Malschule eingerichtet und im Gebäude neben dem im Zweiten Weltkrieg zerstörten Brühltor wohnten Sophie Baronin sowie Erwein Freiherr von Aretin, die Senioren der heutigen Familie von Wrede.
Der Westflügel ist Heimat des Kulturzentrums Ostpreußen mit seinen Dauerausstellungen und Sonderschauen.
Eine Ansicht des Ellinger Schlossparks von 1726 zeigt das Idealbild eines barocken Gartens. Im 19. Jahrhundert wurde er zu einem Englischen Landschaftsgarten umgestaltet, zahlreiche Baumarten gepflanzt und ein Gartenpavillon errichtet. Im Zweiten Weltkrieg wurde er teilweise zerstört, heute ist als Parkarchitektur nur eine Balustrade übrig geblieben. Neben dem alten und artenreichen Baumbestand, darunter ein 200 Jahre alter Ginkgo, ist die Blüte der Blausternchen (Scilla siberica) zu Ostern bemerkenswert. Der Park ist heute drei Hektar groß und wird von der Bayerischen Verwaltung der Schlösser, Gärten und Seen gepflegt.

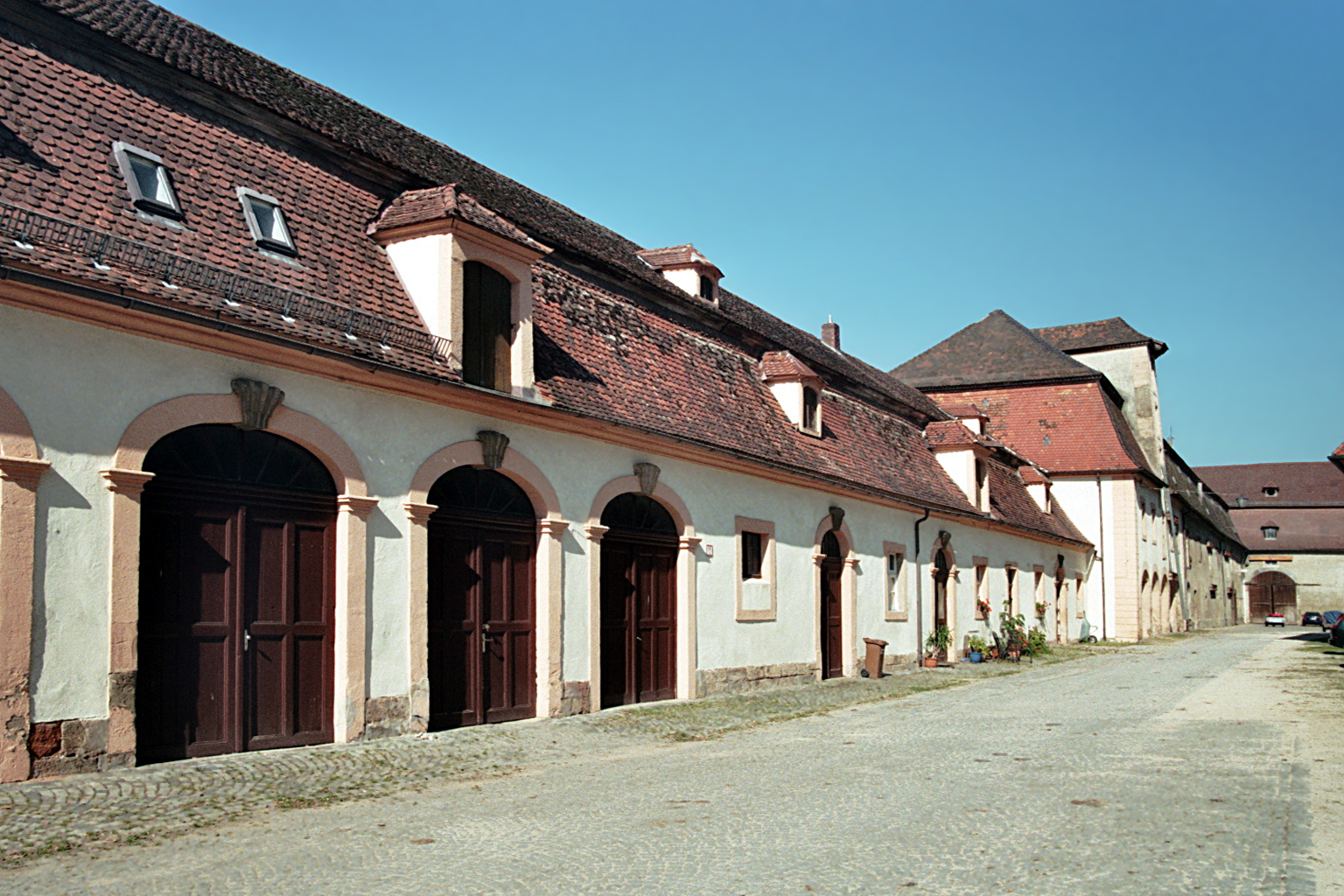
Wirtschaftshof der Residenz.
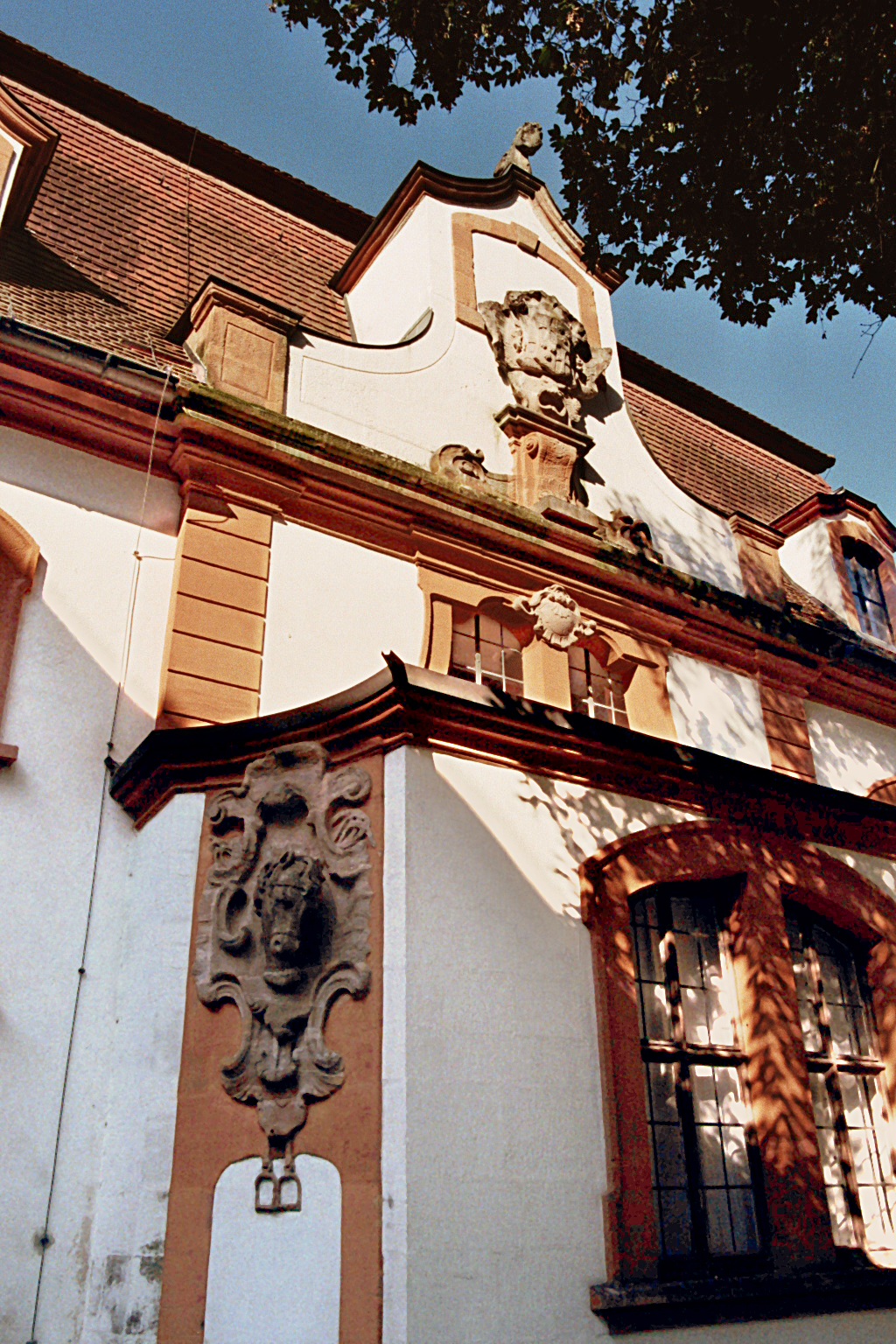
Ehemalige Reithalle.
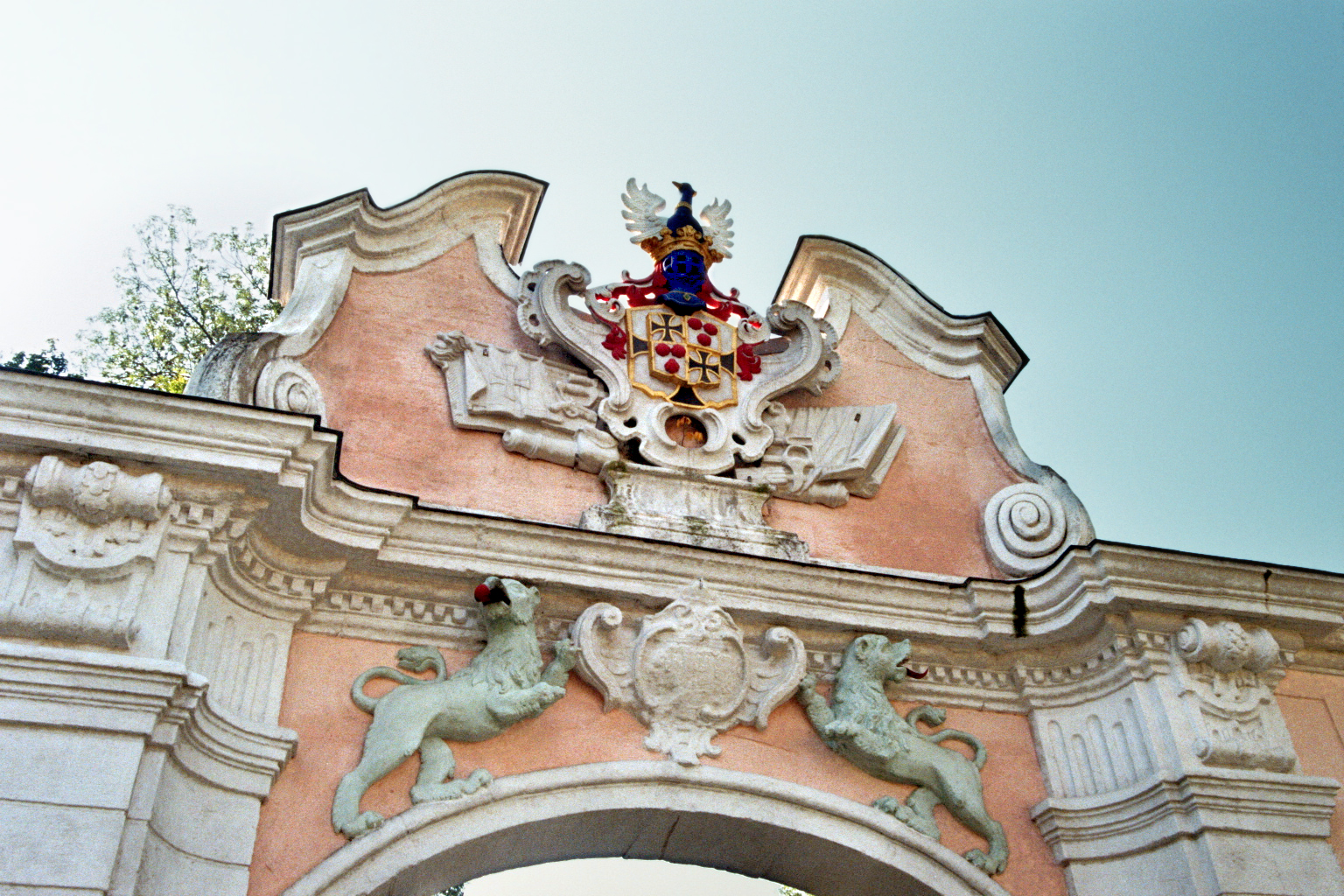
Nördliche Zufahrt vom Hofgarten.